# Dendy (Spielkonsole)
Das Dendy (rus. Де́нди) ist eine stationäre Spielkonsole, die am 18. Dezember 1992 ausschließlich in der Russischen Föderation auf den Markt kam. Sie ist ein nicht lizenzierter Klon des Nintendo Entertainment System (kurz: NES), das allerdings in Russland auch nicht offiziell angeboten wurde. Hergestellt wurden die Geräte vom taiwanesischen Unternehmen Steepler, welches später in Russland als Dendy auftrat.

## Geschichte
Das Dendy wurde vermutlich am 18. Dezember 1992 auf den russischen Markt gebracht. Das Gerät erfreute sich rasch großer Beliebtheit und wurde von Beginn an mit einer großen Werbekampagne dem potentiellen Kunden näher gebracht. Zielgruppe waren Kinder im Alter zwischen 8 und 14 Jahren. Zur Markteinführung betrug der Preis in etwa 39.000,00 Rubel (ca. 94,00 US-Dollar). Das Logo, ein Elefant, wurde von Ivan Maksimov entworfen.
Bis Mitte 1994 wurden rund eine Million Konsolen ausgeliefert, monatlich wurden etwa 100.000 bis 125.000 Einheiten abgesetzt. Der Umsatz betrug etwa 5.000.000,00 US-Dollar. Der Verkaufspreis sank mit der Zeit auf umgerechnet etwa 30,00 bis 35,00 US-Dollar.
Im November 1994 unterzeichnete Steepler bzw. Dendy einen Vertrag, welcher Nintendo die exklusiven Vertriebsrechte des Super Nintendo Entertainment System (kurz: SNES) für den russischen Markt garantierte. Sega war somit der Verkauf des Konkurrenzproduktes Mega Drive nicht gestattet. Außerdem verzichtete man auf einen weiteren Verkauf des Dendys, der Vertrieb von Spielmodulen war jedoch weiterhin gestattet. Gegen 1996 wurde Dendy aufgelöst.

## Technische Daten

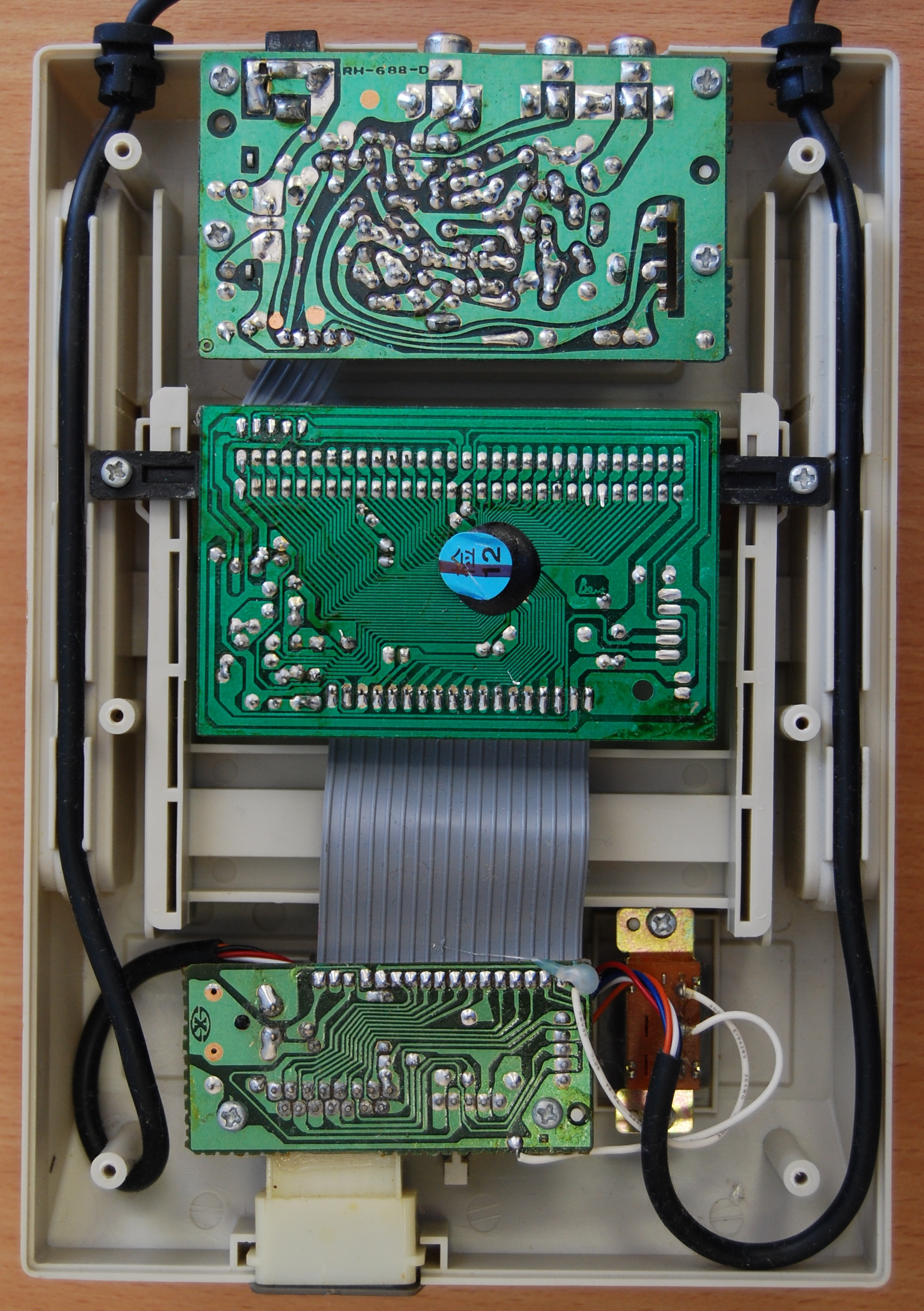
Blick auf das Mainboard des Dendy Junior II

Die Hardware entsprach bis auf wenige Details dem originalen NES. Wie hoch der Grad der Kompatibilität ist, ist nicht bekannt.

## Gerätevarianten

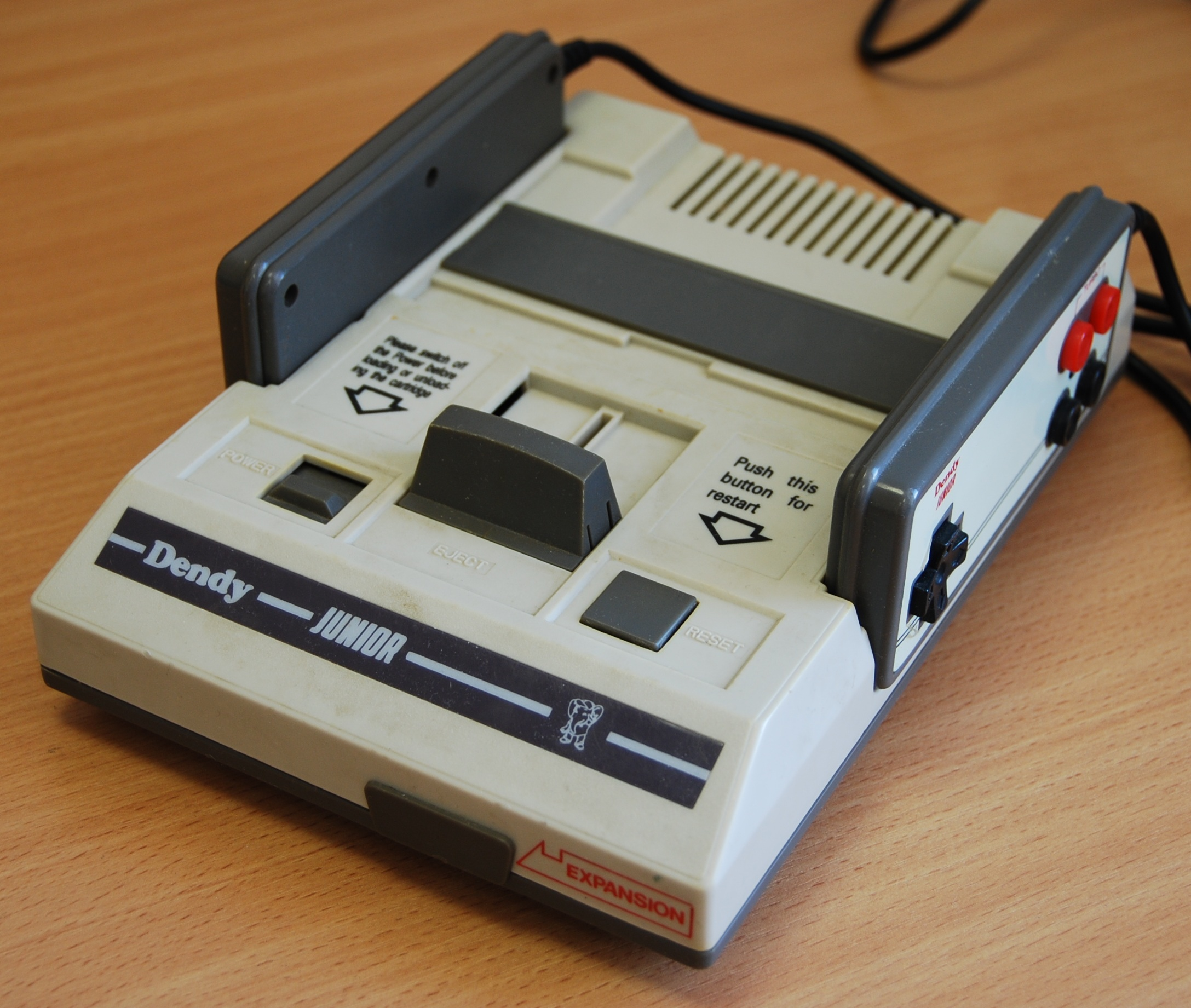
Dendy Junior II

Die Gehäuse entsprachen allesamt mehr oder weniger dem Nintendo Family Computer (Famicom). Allerdings gab es mehrere Varianten, die sich hauptsächlich in den Anschlüssen unterschieden.
| Name:           | Merkmale:                                                                  |
| --------------- | -------------------------------------------------------------------------- |
| Dendy Classic   | - zwei Videoausgänge (jeweils PAL und SECAM) - ein Gamepad im Lieferumfang |
| Dendy Junior    | - nur ein Videoausgang (PAL)                                               |
| Dendy Junior II | - zwei Gamepads, fest verdrahtet                                           |
| Dendy IVP       | - Lightgun im Lieferumfang                                                 |

## Spiele
Die Module entsprachen optisch der japanischen Variante des Famicom.